# جبل ريتشموند
جبل ريتشموند، هو جبل يقع في جبال كاتسكيل في نيويورك شرق-شمال هنتر. يقع قمة ريتشمير  في الشمال الشرقي، ويقع جبل بامب في الجنوب، ويقع جبل ستينبورغ في الشمال، ويقع قمة اشلاند من الغرب إلى الجنوب الغربي من جبل رتشموند.